# Prostaja smert'...
Prostaja smert'... (Простая смерть…) è un film del 1985 diretto da Aleksandr Kajdanovskij.

## Trama
Il film racconta di un uomo che sperimenta gravi tormenti e solo con l'avvicinarsi della morte si sente sollevato.